# Doridoxa
Doridoxa Bergh, 1900 è un genere di molluschi nudibranchi, unico genere della famiglia Doridoxidae e della superfamiglia Doridoxoidea.

## Distribuzione e habitat
Il genere ha un areale circumpolare.

## Tassonomia
Il genere Doridoxa fu descritto nel 1899 dallo zoologo danese Rudolph Bergh (1824-1909). La sua collocazione tassonomica è stata a lungo controversa, a causa di caratteristiche anatomiche intermedie tra quelle di Cladobranchia e Doridina, i due maggiori raggruppamenti dei Nudibranchia. Recenti studi di filogenetica molecolare ne hanno chiarito l'appartenenza al sottordine Cladobranchia, all'interno del quale il genere occupa un ramo basale.
È l'unico genere della famiglia Doridoxidae Bergh, 1900 e della superfamiglia Doridoxoidea Bergh, 1900.
Comprende le seguenti specie:
- Doridoxa benthalis Barnard, 1963
- Doridoxa ingolfiana Bergh, 1900 - specie tipo
- Doridoxa walteri (Krause, 1892)